# Elastyczne ustalanie celów inflacyjnych
Elastyczne ustalanie celów inflacyjnych zobowiązuje bank centralny do osiągnięcia celu inflacyjnego w średnim okresie, pozostawiając jednak otwartą kwestię szybkości dojścia do tego celu. Umożliwia to całkowitą stabilizację wstrząsów popytowych i częściową stabilizację wstrząsów podażowych. 